# Énergie au Chili
Le secteur de l'énergie au Chili est marqué par la pauvreté du pays en ressources fossiles : il ne produisait en 2022 que 19 % de ses besoins de gaz naturel et 0,1 % de ceux de charbon et importait 97,6 % de ses besoins en pétrole.
La consommation d'énergie primaire du Chili par habitant en 2023 se situe 20 % au-dessus de la moyenne mondiale et 44 % au-dessus de celle du Brésil, mais mais 31 % au-dessous de celle de la France. Elle est dominée par les énergies fossiles : 69,6 % en 2023, dont 45,9 % de pétrole, 13,8 % de gaz naturel et 9,9 % de charbon ; les énergies renouvelables apportent les 30,4 % restants ; en 2022, leur contribution était de 27 %, répartie en 15,6 % de biomasse, 4,7 % d'hydraulique et 6,8 % d'éolien et solaire.
L'électricité représentait 23,9 % de la consommation finale d'énergie du Chili en 2021 ; la production d'électricité était assurée en 2023 à 34,2 % par les combustible fossiles (44,9 % en 2022, dont charbon 22,4 %, gaz naturel 19,6 % et pétrole 2,8 %) et à 65,8 % par les énergies renouvelables, dont 27,2 % d'hydroélectricité (très variable d'une année à l'autre), 20,6 % de solaire, 11,1 % d'éolien, 6,3 % de biomasse et déchets et 0,5 % de géothermie. Le gouvernement a fixé l'objectif de parvenir à 70 % de renouvelables en 2050 et les installations solaires et éoliennes se développent rapidement. La part du solaire photovoltaïque dans la production totale d'électricité fin 2022 est estimée à 17 % et place le pays au 3e rang mondial. Plusieurs centrales solaires thermodynamiques sont en construction dans le nord du pays. Le Chili se situe fin 2022 au 5e rang en Amérique pour sa puissance installée éolienne.
Les émissions de CO2 liées à l'énergie par habitant au Chili étaient en 2022 supérieures de 1,9 % à la moyenne mondiale, et en 2023 légèrement inférieures à celles de la France, mais supérieures de 97 % à celles du Brésil. Elles provenaient pour 62 % du pétrole, 21 % du charbon et 15 % du gaz naturel.

## Production d'énergie fossile
La production d'hydrocarbures au Chili est minime. La Terre de Feu a été explorée vers 1950 et a révélé quelques gisements.
Concernant le charbon, les ressources sont un peu plus importantes. La production annuelle est de l'ordre de 8 millions de tonnes, dont deux tiers proviennent de la nouvelle mine (ouverte en 2013) de Mina Inverno sur l'Île Riesco, la mine de charbon la plus méridionale du Monde.
En 2022, le Chili a produit 42 PJ de gaz naturel (19 % des besoins du pays en gaz), 17,7 PJ de pétrole brut (2,4 % de la demande de produits pétroliers) et 0,25 PJ de charbon (0,1 % de la demande de charbon).

## Importation, transformation, consommation d'énergie fossile

### Pétrole
La consommation de pétrole du Chili s'établit à 744,8 PJ en 2022, en progression de 175 % par rapport à 1990. Elle est presque entièrement importée (315,6 PJ de pétrole brut et 483,5 PJ de produits pétroliers).
Le pays possède trois raffineries, toutes propriétés de l'Empresa Nacional del Petróleo. Celle de Concón possède une capacité de 100 000 b/j, celle de Concepción 110 000 b/j, enfin une toute petite raffinerie (15 000 b/j) se trouve à Punta Arenas dans l'extrême sud. Les deux premières sont équipées de technologies de conversion profonde. La quasi-totalité du brut utilisé est importé, essentiellement de pays de la région : Équateur, Argentine, Brésil, Colombie.
Ces raffineries suffisent quasiment à la couvrir la consommation nationale d'essence, de fioul lourd, de GPL et de kérosène, en revanche elles fournissent moins de la moitié du gazole nécessaire, le pays importe donc massivement ce carburant des États-Unis, de Corée du Sud et du Japon. La distribution de carburant est dominée par Empresas Copec.

### Gaz naturel
Le réseau de gaz naturel du pays n'est pas unifié, ce qui divise le Chili en trois marchés gaziers indépendants. La partie nord est alimentée en gaz par le terminal d'importation de gaz naturel liquéfié de Mejillones, ouvert en 2010. La partie centrale du pays, qui comprend la capitale Santiago, possède un autre terminal d'importation, à Quintero, ouvert en 2009. Enfin, un troisième réseau existe à la pointe sud du pays, alimenté, lui, par la modeste production nationale.
Les trois réseaux sont chacun relié à l'Argentine, et le gaz était jadis largement importé de ce pays. Mais la fourniture de gaz argentin s'est effondrée à partir de 2006, l'Argentine ayant du mal à couvrir sa demande intérieure. Cet événement a lourdement pénalisé le Chili, qui n'avait à l'époque aucun autre approvisionnement en gaz.
En 2002, il fut proposé par le gouvernement de Suárez de construire un gazoduc entre la Bolivie et le Chili, et un terminal d'exportation GNL à Mejillones au Chili, permettant à la Bolivie (pays enclavé) d'exporter son gaz sur les marchés mondiaux. Ce projet rencontre une énorme opposition en Bolivie et est finalement abandonné.

## Consommation d'énergie primaire
Selon l'Energy Institute, la consommation d'énergie primaire du Chili atteint 1,81 EJ en 2023, en hausse de 0,1 % par rapport à 2022 et de 21,5 % depuis 2013. Sa part dans la consommation mondiale est de 0,3 %, au 5e rang en Amérique du sud derrière le Brésil (2,2 %), l'Argentine (0,6 %), le Venezuela (0,4 %) et la Colombie (0,4 %). Cette consommation se répartit en 69,6 % de combustibles fossiles (pétrole : 45,9 %, gaz naturel : 13,8 %, charbon : 9,9 %) et 30,4 % d'énergies renouvelables, dont 12,2 % d'hydroélectricité. La consommation par habitant est de 92,4 GJ, supérieure de 20 % à la moyenne mondiale, de 44 % à celle du Brésil et de 15 % à celle de l'Argentine, mais inférieure de 31 % à celle de la France et de 67 % à celle des États-Unis. Les conventions de l'Energy Institute diffèrent sensiblement de celles de l'AIE.
Selon l'Agence internationale de l'énergie, la consommation d'énergie primaire du Chili était en 2022 de 78,96 GJ/habitant, 77 % au-dessus de la moyenne mondiale : 44,7 GJ en 2021, et 171 % au-dessus de celle de l'Amérique latine : 29,14 GJ, mais 39 % au-dessous de celle de la France : 129,4 GJ.
| Source                                                   | 1990  | %    | 2000    | %    | 2010    | %    | 2020    | %    | 2022    | % 2022 | var. 2022/1990 |
| Charbon                                                  | 104,5 | 17,8 | 128,6   | 12,2 | 186,9   | 14,5 | 281,6   | 17,8 | 176,9   | 11,3 % | +69 %          |
| Pétrole                                                  | 270,9 | 46,2 | 438,6   | 41,6 | 628,4   | 48,6 | 636,2   | 40,3 | 744,8   | 47,6 % | +175 %         |
| Gaz naturel                                              | 47,8  | 8,2  | 218,0   | 20,7 | 187,1   | 14,5 | 202,0   | 12,8 | 221,1   | 14,1 % | +362 %         |
| Total fossiles                                           | 423,2 | 72,2 | 785,2   | 74,5 | 1 002,4 | 77,6 | 1 119,8 | 70,9 | 1 142,8 | 73,0 % | +170 %         |
| Hydraulique                                              | 32,1  | 5,5  | 66,7    | 6,3  | 78,2    | 6,1  | 78,7    | 5,0  | 73,6    | 4,7 %  | +129 %         |
| Biomasse                                                 | 131,2 | 22,4 | 197,7   | 18,8 | 206,4   | 16,0 | 320,2   | 20,3 | 243,8   | 15,6 % | +86 %          |
| Éolien, solaire, géoth.                                  |       |      |         |      | 1,3     | 0,1  | 59,6    | 3,8  | 106,1   | 6,8 %  | ns             |
| Total EnR                                                | 163,3 | 27,8 | 264,4   | 25,1 | 285,9   | 22,1 | 458,5   | 29,1 | 423,5   | 27,0 % | +159 %         |
| Solde exp.électricité                                    |       |      | 4,3     | 0,4  | 3,4     | 0,3  |         | 0    |         | 0      | ns             |
| Total                                                    | 586,6 | 100  | 1 053,9 | 100  | 1 291,7 | 100  | 1 578,3 | 100  | 1 566,3 | 100 %  | +167 %         |
| Source des données : Agence internationale de l'énergie. |       |      |         |      |         |      |         |      |         |        |                |

## Secteur électrique
L'électricité représentait 23,9 % de la consommation finale d'énergie du Chili en 2021.
L'objectif du gouvernement est de s'affranchir des énergies fossiles en portant à 70 % la part des renouvelables dans la production d'électricité d'ici 2050.

### Production d'électricité
Selon les estimations de l'Energy Institute, le Chili a produit 88,2 TWh d'électricité en 2023, en hausse de 0,2 % en 2023 et de 20,8 % depuis 2013, soit 0,3 % de la production mondiale, au 4e rang en Amérique du sud derrière le Brésil (710 TWh), l'Argentine (146,4 TWh) et la Colombie (93,9 TWh), devant le Venezuela (85,8 TWh). La production à partir des énergies renouvelables atteint 58,0 TWh, soit 65,8 % de la production totale, dont 24,0 TWh d'hydroélectricité (27,2 %), 9,8 TWh d'éolien (11,1 %), 18,2 TWh de solaire (20,6 %) et 6,0 TWh d'autres renouvelables (biomasse et déchets) (6,8 %).
| Source                                                  | 1990  | %    | 2000  | %    | 2010  | %    | 2020  | %    | 2022  | % 2022 | var. 2022/1990 |
| Charbon                                                 | 6,53  | 35,5 | 8,47  | 21,1 | 16,87 | 27,9 | 26,07 | 31,0 | 19,74 | 22,4 % | +202 %         |
| Pétrole                                                 | 1,77  | 9,6  | 1,70  | 4,3  | 8,47  | 14,0 | 1,73  | 2,1  | 2,48  | 2,8 %  | +40 %          |
| Gaz naturel                                             | 0,19  | 1,0  | 10,45 | 26,1 | 10,69 | 17,7 | 15,29 | 18,2 | 17,28 | 19,6 % | x91,9          |
| Total fossiles                                          | 8,48  | 46,2 | 20,62 | 51,5 | 36,03 | 59,6 | 43,09 | 51,3 | 39,50 | 44,9 % | +366 %         |
| Hydraulique                                             | 8,93  | 48,6 | 18,52 | 46,2 | 21,72 | 35,9 | 21,87 | 26,0 | 20,43 | 23,2 % | +129 %         |
| Biomasse                                                | 0,96  | 5,2  | 0,94  | 2,3  | 2,25  | 3,7  | 5,24  | 6,2  | 4,31  | 4,9 %  | +348 %         |
| Géothermie                                              |       |      |       |      |       |      | 0,22  | 0,3  | 0,47  | 0,5 %  | ns             |
| Éolien                                                  |       |      |       |      | 0,33  | 0,5  | 5,60  | 6,7  | 8,87  | 10,1 % | ns             |
| Solaire PV                                              |       |      |       |      |       |      | 7,97  | 9,5  | 14,16 | 16,1 % | ns             |
| Solaire thermq                                          |       |      |       |      |       |      |       |      | 0,31  | 0,3 %  | ns             |
| Autres sources                                          |       |      |       |      | 0,11  | 0,2  | 0     |      | 0     | 0 %    | ns             |
| Total EnR                                               | 9,89  | 53,8 | 19,46 | 48,5 | 24,41 | 40,4 | 40,90 | 48,7 | 48,54 | 55,1 % | +391 %         |
| Total                                                   | 18,37 | 100  | 40,08 | 100  | 60,43 | 100  | 83,99 | 100  | 88,04 | 100 %  | +379 %         |
| Source des données : Agence internationale de l'énergie |       |      |       |      |       |      |       |      |       |        |                |

Le Chili, qui se préparait à accueillir fin 2019 la 25e conférence de l'ONU sur les changements climatiques (COP25), a annoncé en avril 2019 ne plus vouloir construire aucune centrale au charbon, puis en juin 2019 vouloir fermer dans les cinq ans huit de ses 28 centrales à charbon ; ces huit centrales représentent 20 % de la capacité énergétique du pays, et leur fermeture abaissera les émissions de CO2 du secteur électrique de 3 à 4 Mt/an (millions de t/an) ; les centrales au charbon totalisent 5 500 mégawatts et produisent 40 % de l'électricité du pays ; le plan énergétique chilien vise 100 % d'électricité d'origine renouvelable d'ici 2040. Le président Sebastian Pinera a cependant précisé que le pays conserverait ces centrales en « réserve  stratégique ».

### Centrales hydroélectriques
Selon l'Association internationale de l'hydroélectricité (IHA), la production hydroélectrique du Chili s'élevait en 2023 à 24 TWh, soit 3,3 % du total sud-américain, au 8e rang, loin derrière le Brésil (427 TWh), le Vénézuela (69 TWh) ou l'Argentine (39 TWh), et 0,6 % du total mondial. La puissance installée de ces centrales s'élevait à 7 517 MW, soit 4,1 % de la puissance installée hydroélectrique en Amérique du Sud (6e rang) et 0,5 % du total mondial. Les mises en service de 2023 se sont élevées à 228 MW de petits et micro-projets. Le projet de centrale de pompage-turbinage « Espejo de Tarapaca » (300 MW), associé avec la centrale photovoltaïque « Cielos de Tarapacá » (561 MWc), est toujours en développement.
En 2022, 477 MW ont été mis en service, en particulier du fait de l'inauguration des centrales de Las Lajas et d'Alfalfal II. La Ocean Renewable Power Company installe le premier système hydrocinétique de rivière du pays dans la municipalité de Chile Chico.
En 2017, les centrales hydroélectriques du Chili totalisent une puissance de 7 271 MW ; elles ont produit 21,67 TWh.
Le développeur chilien Energía Valhalla a annoncé en 2015 un projet de construire un aménagement hybride solaire/hydraulique dans le désert d'Atacama, dans la zone côtière de Caleta San Marcos, à 100 km au sud d'Iquique, combinant la centrale solaire Cielos de Tarapacá (600 MW) et la centrale de pompage-turbinage Espejo de Tarapacá (300 MW) qui utilisera les excédents de production solaire pour pomper de l'eau de mer depuis l'Océan pacifique jusqu'à un réservoir situé à 600 mètres d'altitude ; la construction devait commencer fin 2016,.
La politique énergétique du pays impose aux fournisseurs d'électricité exploitant plus de 200 MW de capacité de produire au moins 20 % de leur électricité à partir d'énergies renouvelables d'ici 2025.

Barrages du Río Biobío
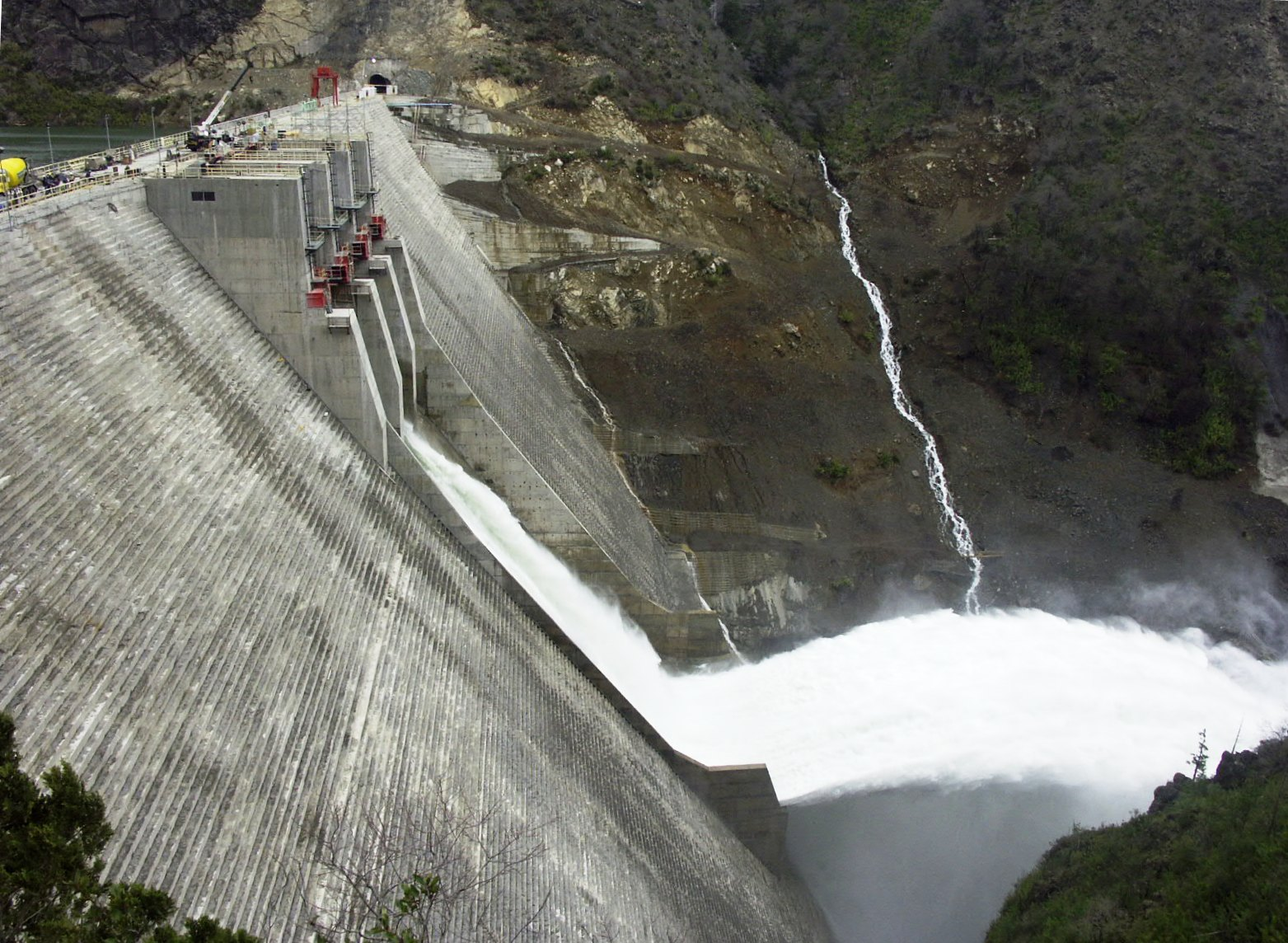
Déversoir de la centrale de Ralco, 2004.
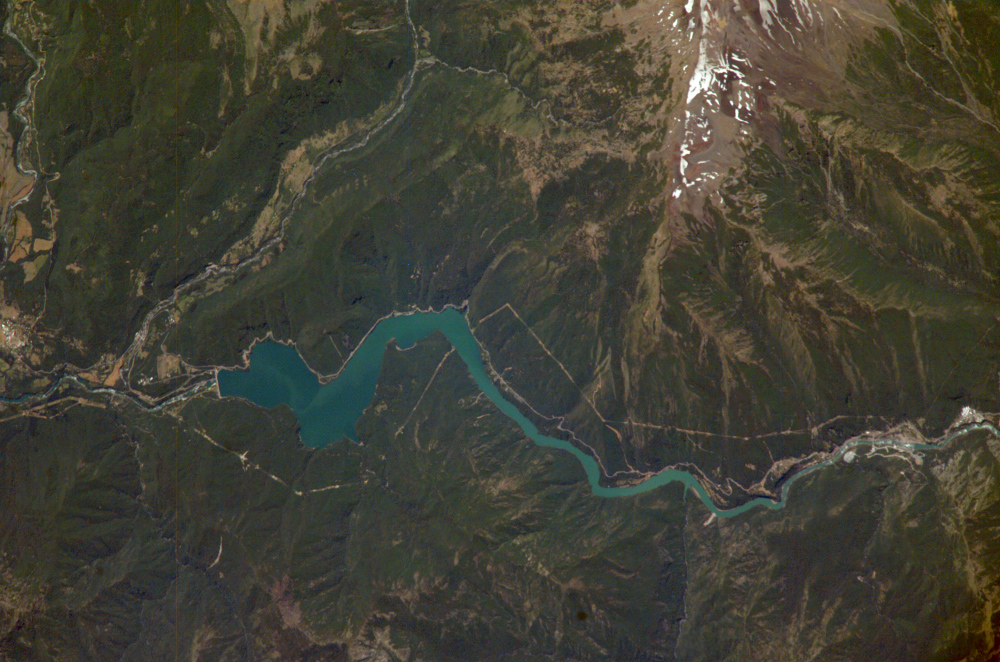
Photo satellite du réservoir de la centrale de Pangue, 2006.

Le Río Biobío a été équipé de plusieurs centrales :
- centrale de Ralco (764 MW), mise en service en 2004[15] ;
- centrale de Pangue (456 MW), mise en service en 1996[15] ;
- centrale d'Angostura (320 MW), mise en service en 2012 à Quilaco sur le Río Biobío, à 63 km au sud-est de Los Ángeles[16].

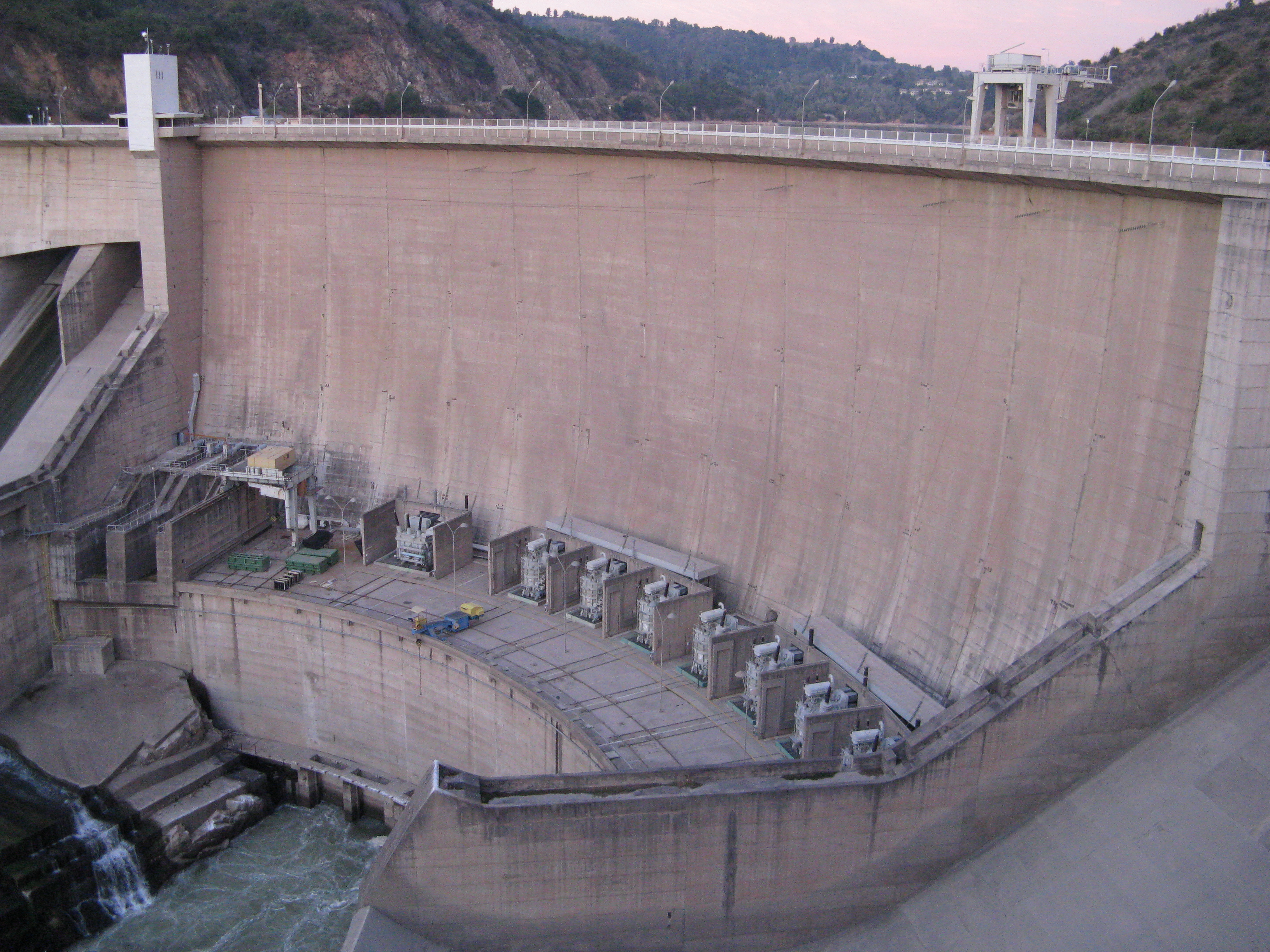
Barrage de Rapel, 2009

Le barrage de Rapel (320 MW), mis en service en 1968 dans la région O'Higgins au confluent des rivières Cachapoal et Tinguiririca, a créé le plus vaste lac artificiel du Chili, avec une capacité de 700 millions de m³.
La centrale d'El Toro (448 MW) a été mise en service par Endesa en 1973 sur le Río de la Laja dans la province de Ñuble ; plus en aval ont été construites la centrale d'Antuco (300 MW), mise en service en 1981, et la centrale Abanico (136 MW), mise en service en 1948, qui à elles trois produisent en moyenne 3 800 GWh par an.
La centrale de Colbún (474 MW) a été mise en service en 1985 dans la région du Maule par la société Colbún, qui est aussi propriétaire des centrales d'Angostura (320 MW), Canutillar (172 MW), Machicura (95 MW), Rucúe (178 MW) et une dizaine d'autres de moindre importance.
La centrale de Pehuenche (570 MW) a été mise en service en 1991 dans la région du Maule et appartient à ENEL.

### Éoliennes
Les éoliennes ont produit 8 869 GWh en 2022, soit 10,1 % de la production d'électricité du Chili. L'Energy Institute estime leur production en 2023 à 9,8 TWh, soit 11,1 % du total.
| Année | Production (GWh) | Accroissement | Part prod.élec. |
| 2009  | 79               |               | 0,1 %           |
| 2010  | 332              | +320 %        | 0,5 %           |
| 2011  | 338              | +2 %          | 0,5 %           |
| 2012  | 409              | +21 %         | 0,6 %           |
| 2013  | 554              | +35 %         | 0,8 %           |
| 2014  | 1 443            | +160 %        | 2,0 %           |
| 2015  | 2 115            | +47 %         | 2,8 %           |
| 2016  | 2 449            | +16 %         | 3,1 %           |
| 2017  | 3 521            | +44 %         | 4,4 %           |
| 2018  | 3 588            | +2 %          | 4,4 %           |
| 2019  | 4 897            | +36 %         | 5,8 %           |
| 2020  | 5 602            | +14 %         | 6,7 %           |
| 2021  | 7 628            | +36 %         | 8,7 %           |
| 2022  | 8 869            | +16 %         | 10,1 %          |
| 2023  | 9 800            | +16 %         | 10,1 %          |

Le Chili se situe fin 2023 au 5e rang en Amérique pour sa puissance installée éolienne avec 4 577 MW, soit 2,1 % du total américain. Les nouvelles installations en 2023 ont atteint 688 MW (+17,7 %).
En 2022, le Chili parvient au 5e rang en Amérique pour sa puissance installée éolienne avec 4 268 MW, soit 2,1 % du total américain. Les nouvelles installations en 2022 ont atteint 824 MW (+23,9 %) ; en 2021 : 615 MW.
Les parcs éoliens du Chili totalisent fin 2019 une puissance installée de 2 145 MW, en progression de 269 MW en 2017, 204 MW en 2018 et 526 MW en 2019 ; un appel d'offres multi-énergies a alloué 2,2 TWh/an en 2017 à un prix moyen compétitif de 32,5 $/MWh ; un nouvel appel d'offres multi-énergies de 5,6 TWh/an était prévu en décembre 2020.
Les premiers parcs éoliens chiliens ont été ceux de Canela I (18 MW) et Canela II (69 MW), tous deux mis en service en 2007.
Le parc éolien d'El Arrayán (115 MW), le plus puissant du Chili, a été mis en service en 2014 à 400 km au nord de Santiago dans la zone côtière d'Ovalle, région de Coquimbo, pour alimenter en électricité la mine de cuivre de Los Pelambres.
EDF EN lance en février 2017 les travaux du parc Cabo Leones (115 MW), dans la région d'Atacama.

### Géothermie
Les Andes étant une zone volcanique, le Chili bénéficie d'un potentiel géothermique important, que le ministre de l'énergie chilien estimait en 2011 à plus de 6 000 MW.
Un permis a été sollicité en 2012 pour un projet de centrale de 70 MW dans la concession de San Gregorio, dans le sud du pays.

### Réseaux de transport et distribution d'électricité
Le développement des énergies renouvelables est entravé par des goulets d'étranglement dans les réseaux, en particulier au nord. En juin 2019, la mise en service de la ligne de 753 km Cardones-Polpaico a contribué à alléger ces contraintes.
Pour l'électricité, le pays possède des réseaux non connectés, au nombre de quatre,. Le secteur électrique chilien a été privatisé et ouvert à la concurrence en 1982.
Une ligne d'interconnexion de 600 km est en cours de construction par Engie pour relier les réseaux nord et centre ; elle sera mise en service fin 2017.

#### Le SIC (centre du pays)
Le Sistema Interconectado Central est de loin le plus important, s'étendant de la région des Lacs à la Région d'Atacama, comprenant la région de la capitale et englobant 93 % de la population du pays.
Ce réseau comprend fin 2016 :
- 3 393 MW de barrages avec lac de retenue
- 2 967 MW de centrale au gaz
- 2 785 MW d'hydraulique au fil de l'eau
- 2 654 MW de centrales au gazole
- 2 365 MW de centrales au charbon
- 927 MW d'éoliennes
- 775 MW en panneaux photovoltaïques
- 459 MW de thermique biomasse
- 365 MW de mini-hydraulique

#### Le SING (grand nord)
Le Sistema Interconectado del Norte Grande, dans le nord du pays, comporte une population bien plus faible, mais alimente les immenses mines de cuivre, grosses consommatrices d'électricité.
On trouve sur ce réseau : 
- 1 947 MW de centrales au charbon
- 1 457 MW de centrales au gaz naturel
- 317 MW de générateurs diesel
- 182 MW de photovoltaïque
- 89 MW éoliens
- 16 MW mini-hydraulique

#### La pointe sud
Enfin, dans l'extrême sud, existent deux réseaux locaux, le Sistema Eléctrico de Magallanes et le Sistema Eléctrico de Aysén. Le premier comporte exclusivement des centrales thermiques (environ 100 MW), alimentées par les gisements locaux. Le deuxième a une capacité de 50 MW, partagée entre des groupes diesel, des centrales hydroélectrique au fil de l'eau et trois éoliennes.

### Consommation d'électricité
La consommation d'électricité par habitant s'élève en 2022 à 4,2 MWh au Chili, supérieure de 17 % à la moyenne mondiale : 3,6 MWh en 2021 et de 56 % à celle du Brésil (2,7 MWh), mais inférieure de 36 % à celle de la France (6,6 MWh).
La consommation d'électricité du Chili s'élevait en 2021 à 76 320 GWh, dont 58,9 % dans l'industrie, 19,6 % dans le secteur résidentiel, 16,7 % dans le secteur tertiaire, 3,2 % dans l'agriculture et la pêche, 1,6 % dans les transports.

## Politique énergétique
Le président Sebastian Piñera annonce le 11 avril 2019 que le Chili ne construira plus aucune centrale thermique à charbon, alors que 40 % de la fourniture d'électricité est en 2018 issue de 28 centrales thermiques à charbon d'une capacité totale de 5 500 MW. Sebastian Pinera a fixé un objectif de production de 70 % d'énergies renouvelable à l'horizon 2030, contre 20 % actuellement, et même 100 % en 2040.
Une décennie de sécheresse a transformé des terres arables en désert dans la partie centrale du Chili et dégradé la fiabilité des centrales hydroélectriques. Le Chili est le premier pays latino-américain à décider une sortie complète du charbon. Un plan a été publié en 2019 pour fermer d'ici 2024 huit centrales à charbon, soit 1 000 MW et les autres centrales à charbon d'ici 2040. L'initiative RELAC (Renewable Energy for Latin America and the Caribbean - Énergie renouvelable pour l'Amérique latine et les Caraïbes) a fixé un objectif collectif de 70 % d'énergies renouvelables en 2030. Le Chili devrait dépasser dès 2020 son objectif 2025 de 20 % d'énergie propre. Une taxe carbone est entrée en vigueur en 2017 ; elle s'applique aux émissions de CO2, SO2, NOx et de particules fines.

## Difficultés de la transition
Le gouvernement a promis de sortir du charbon d'ici à 2040. En 2023, la vingtaine de centrales au charbon encore actives dans le pays ne représentent plus que 17 % du mix électrique, contre 40 % en 2017, mais elles jouent encore un rôle crucial pour stabiliser le réseau électrique qui peine à accueillir de plus en plus de productions renouvelables intermittentes. Enel a fermé ses trois unités. À Tocopilla, Engie a fermé définitivement en 2022 ses deux dernières unités au charbon et l'américain AES fermera ses deux unités en mars 2024. À Mejillones, 150 kilomètres au sud de Tocopilla, Engie a encore trois centrales à fermer ; deux doivent cesser de produire fin 2025 et la dernière doit être convertie au gaz. Le Chili atteint 63 % de production renouvelable en 2023, dont 32 % d'hydroélectricité et 31 % de solaire et éolien (contre 12 % en 2018). Mais les réseaux électriques, capables d'amener l'énergie produite au nord du pays, vers les zones plus habitées du centre et du sud, sont complètement saturés, si bien que leurs gestionnaires refusent une partie de la production pendant les heures où elle est la plus élevée ; ainsi, la centrale de Coya ne peut injecter sur le réseau, entre 10 heures du matin et 15 heures, que 40 MW sur les 180 MW qu'elle peut produire ; elle s'est équipée d'un système de batteries, parmi les plus grands d'Amérique latine, afin de minimiser le gâchis d'énergie excédentaire refusée par le réseau. Entre janvier et mai 2023, le Chili a atteint un record de 735 GWh d'énergie renouvelable refusée par le réseau électrique. Au total, 10 % de l'énergie verte produite en 2023 a ainsi été perdue. Ces pertes persisteront jusqu'à la mise en service de la deuxième ligne électrique reliant le nord au sud, annoncée pour 2028, puis désormais attendue pour 2031. La congestion du réseau fait tomber quotidiennement les prix à zéro sur le marché de l'électricité, fragilisant certains acteurs des énergies renouvelables, dont plusieurs se sont déclarés insolvables. Des projets se préparent afin d'utiliser l'énergie excédentaire pour produire de l'hydrogène vert à destination de l'industrie minière.

## Impact environnemental
Les émissions de gaz à effet de serre liées à l'énergie au Chili s'élevaient en 2023 à 78 Mt CO2eq, en progression de 152 % par rapport à 1990, mais en recul de 17 % par rapport à 2019. Les émissions dues au charbon ont atteint 16,4 Mt en 2023, soit 21 % des émissions du pays ; elles ont progressé de 66 % de 1990 à 2023. Les émissions dues au pétrole s'élevaient à 48,4 Mt, soit 62 % du total ; leur progression atteint 155 % en 33 ans. Le gaz naturel est responsable de 15 % des émissions, multipliées par 13 en 33 ans. Les émissions de CO2 liées à l'énergie par habitant étaient en 2023 de 3,79 tonnes, légèrement inférieures à celles de la France : 3,83 t, mais supérieures de 97 % à celles du Brésil : 1,92 tonnes ; en 2022, elles étaient à 4,37 tonnes, supérieures de 1,9 % à la moyenne mondiale : 4,29 t.